# À la conquête de Billy Walsh
Pour plus de détails, voir Fiche technique et Distribution.
À la conquête de Billy Walsh (How to Date Billy Walsh) est une comédie romantique britannique réalisée par Alex Pillai et sortie en 2024. Le film sort internationalement le 5 avril 2024 sur la plateforme Prime Video.
Le film est raconté du point de vue de Archibald Arnold (Sebastian Croft) qui essaye d'avouer son amour à sa meilleure amie d'enfance, Amelia Brown (Charithra Chandran), alors que cette dernière s'est éprise du nouvel élève, Billy Walsh (Tanner Buchanan).

## Fiche technique
Sauf indication contraire, les informations mentionnées dans cette section peuvent être confirmées par la base de données cinématographiques IMDb,  présente dans la section « Liens externes ».
- Titre original : How To Date Billy Walsh
- Titre français : À la conquête de Billy Walsh
- Réalisation : Alex Sanjiv Pillai
- Scénario : Alexander J. Farrell, Greer Ellison
- Musique : Rob Lord
- Photographie : Hamish Doyne-Ditmas
- Montage : Matt Platts-Mills
- Décors : Sarah Miles
- Société de production : Future Artists Entertainment
- Production : Ben Arslanian, Neil Jones, Matilda Kaye, Merlin Merton, Sebastian Street, Piers Tempest, Matt Williams, Rowena Woolford
- Société de distribution : Amazon Prime Video
- Pays de production :  Royaume-Uni
- Langue originale : anglais
- Genre : comédie romantique
- Durée : 84 minutes
- Dates de sortie :
  - International : 5 avril 2024

## Distribution
- Sebastian Croft (VF : Gauthier Battoue) : Archibald « Archie » Arnold
  - Henry Reinhart : Archie à 5 ans
  - Casper Knopf : Archie à 9 ans
- Charithra Chandran (VF : Zina Khakhoulia) : Amelia « Milly » Brown
  - Bella Induruwana : Milly à 5 ans
  - Shaneli Gedara : Milly à 9 ans
- Tanner Buchanan (VF : Gabriel Bismuth-Bienaimé) : Billy Walsh
- Kunal Nayyar (VF : Nessym Guetat) : Rupert « Ru » Brown
- Nick Frost (VF : Érik Stouvenaker) : William
- Lucy Punch (VF : Barbara Beretta) : Lilly Arnold
- Daisy Jelley (VF : Marine Duhamel) : Amber McKenna
- Maisie Peters : elle-même
- Nael Ameen : Yousif
- Paxina Tuvuka (VF : Marie Perret) : Talissa
- Charles Camrose : Tony
- Tim Downie : George Arnold
- Dhanushka Anson : Jules Brown

Version française dirigée par Laura Préjean au studio Karina Films, d'après une adaptation des dialogues de Sophie Arthuys.
 Source et légende : version française (VF) sur RS Doublage et le carton du doublage français.

## Bande originale
| 1.  | Blonde            | Maisie Peters           |  |
| 2.  | Like A Girl       | Lizzo                   |  |
| 3.  | Shehron Ke Raaz   | Prateek Kuhad           |  |
| 4.  | Stupid            | Ashnikko feat Baby Tate |  |
| 5.  | Mississippi Queen | Joyous Wolf             |  |
| 6.  | Hell Yes          | Beck                    |  |
| 7.  | Wet Dream         | Wet Leg                 |  |
| 8.  | Weirdos           | Black Honey             |  |
| 9.  | Levitating        | Dua Lipa                |  |
| 10. | About Damn Time   | Lizzo                   |  |
| 11. | Hot In It         | Tiësto & Charli XCX     |  |
| 12. | I Won't Give Up   | Jason Mraz              |  |
| 13. | Swan Song         | Victoria Canal          |  |
| 14. | More              | Sam Ryder               |  |
| 15. | Afraid To Feel    | LF System               |  |
| 16. | John Hughes Movie | Maisie Peters           |  |
| 17. | Tongue Tied       | Group Love              |  |

## Sortie et accueil

### Promotion et date de sortie
Une première bande-annonce est sortie le 22 février 2024 avant qu'une bande-annonce étendue ne sorte le 19 mars 2024,.
Le film, tourné en 2022, devait initialement sortir le 8 septembre 2023. Il est rendu disponible sur Prime Video le 5 avril 2024.

## Extraits de films
Les deux personnages principaux aimant les vieux films, des extraits des films suivant apparaissent :
- Le monstre vient de la mer (It Came from Beneath the Sea, 1955)
- La Nuit des morts-vivants (Night Of The Living Dead, 1968)
- Massacre à la tronçonneuse (The Texas Chain Saw Massacre, 1974)
- Delta Force (The Delta Force, 1986)